# Acanthopale decempedalis
Acanthopale decempedalis C.B.Clarke, es una especie de planta perteneciente a la familia Acanthaceae. 

## Hábitat
Se encuentra en Camerún, Guinea Ecuatorial, y Nigeria. Su hábitat natural son bosques tropicales o subtropicales o zonas húmedas de montaña. 

## Taxonomía
Acanthopale decempedalis fue descrita por Charles Baron Clarke y publicado en Flora of Tropical Africa 5: 63. 1899.
Etimología
Acanthopale: nombre genérico que deriva del griego acantho = "espina" y palum = "juego".
decempedalis: epíteto
Sinonimia
- Acanthopale laxiflora C.B.Clarke
- Acanthopale camerónica Bremek.
- Dischistocalyx laxiflorus Lindau.[3][4]